# 脆层孔菌属
脆层孔菌属（学名：Fragifomes）是白肉迷孔菌科下的一个属。

## 下属物种
本属包括以下物种：
- 白边脆层孔菌 Fragifomes niveomarginatus (L.W.Zhou & Y.L.Wei) B.K.Cui, M.L.Han & Y.C.Dai